# Camber (motorfiets)
Camber is een Brits historisch merk van motorfietsen.
De bedrijfsnaam was: Bright & Hayles, London.
Na de Eerste Wereldoorlog ontstonden in het Verenigd Koninkrijk veel motorfietsmerken. De productie had vijf jaar stilgelegen en er was behoefte aan betaalbare motorfietsen. Motorhandelaren Bright en Hayes maakten echter wat duurdere modellen met een 492cc-eencilinder zijklep-Precision-motor en de productie, die in 1920 was begonnen, moest al in 1921 weer worden beëindigd.